# Sanmenia tengchong
Sanmenia tengchong là một loài nhện trong họ Thomisidae.
Loài này thuộc chi Sanmenia. Sanmenia tengchong được Guo Tang, Griswold & Chang-Min Yin miêu tả năm 2009.